# Сражение у восточных Соломоновых островов
Сражение у восточных Соломоновых островов (англ. Battle of the Eastern Solomons), также известное как Сражение у островов Стюарта (англ. Battle of the Stewart Islands) и, в японской историографии, Второе морское сражение у Соломоновых островов (яп. 第二次ソロモン海戦 дайнидзи Соромон кайсэн) — третье по счету сражение авианосцев на Тихом океане, состоявшееся 24 августа 1942 года в рамках Гуадалканальской кампании во время Второй мировой войны между объединённой японской эскадрой под общим командованием адмирала Исороку Ямамото и американским соединением TF 61 под командованием вице-адмирала Фрэнка Флетчера . 
Японское соединение прикрывало конвой, доставляющий подкрепления на остров Гуадалканал в рамках операции «„Ка“ Сакусэн». Американское соединение прикрывало свои войска на Гуадалканале.
В ходе сражения противоборствующие эскадры обменялись рядом авиаударов, в результате которых потоплен один японский авианосец, 1 эсминец и 1 транспорт, и был повреждён 1 гидроавианосец. У американцев был тяжело повреждён 1 авианосец, в связи с чем они вынуждены были покинуть поле боя. Вечером японцы предприняли погоню за отступавшими американцами, отделив эскадру в составе 2 линкоров, 8 тяжёлых и 2 лёгких крейсеров, 11 эсминцев. Однако догнать американцев они не смогли и, опасаясь дневных авианалётов, вынуждены были в полночь быстро отступать.

## Гуадалканальская кампания
После получения разведданных о строительстве японцами аэродрома на острове Гуадалканал, союзники сделали его целью своей операции «Уотчтауэр». 7 августа 1942 года силы союзников (преимущественно США) высадились на островах Гуадалканал, Тулаги и Флорида в архипелаге Соломоновы острова, выбив оттуда японские гарнизоны. Высадка на островах имела целью ликвидировать угрозу перекрытия японскими войсками путей сообщения между США и Австралией и создание на островах плацдарма для предстоящей кампании по изоляции важной японской базы в Рабауле. Также осуществлялась поддержка Новогвинейской кампании союзников. Высадка стала началом шестимесячной Гуадалканальской кампании.
Непосредственное охранение транспортов осуществляли крейсера и эсминцы союзников под общим командованием британского адмирала Виктора Кратчли. Дальнее сопровождение осуществляли три американских авианосных соединения США: «TF 11 (Саратога»), «TF 16 (Энтерпрайз») и «TF 18 (Уосп»), в которые входили авианосцы с авиагруппами и корабли поддержки, в том числе линкор, крейсера, и эсминцы. Три авианосца с группами охранения были сведены в соединение TF-61 под общим командованием вице-адмирала Фрэнка Джека Флетчера, державшего флаг на «Саратоге». В ночь с 8 на 9 августа в бою у острова Саво японские крейсера разгромили соединение крейсеров Кратчли, уничтожив 4 тяжёлых крейсера. Разгружавшиеся транспорты уцелели, но к вечеру 9 августа были отведены от Гуадалканала из-за опасения новых атак японских кораблей. На берегу остался 37-дневный запас продовольствия, а у каждого морского пехотинца было по четыре боекомплекта. Высадившийся десант занялся организацией обороны Гуадалканала и достройкой начатого японцами аэродрома, позже получившего название Хендерсон-Филд. Вынудив американские корабли уйти от Гуадалканала, японцы получили возможность высадить там свой десант. Союзники занялись организацией доставки подкреплений и снабжением десанта.
Самолёты трёх авианосцев должны были обеспечивать защиту с воздуха сил вторжения на Гуадалканале и Тулаги и отражать атаки японских самолётов из Рабаула. Авианосцы также защищали линии коммуникации между главными базами союзников в Новой Каледонии и Эспириту-Санту, обеспечивали безопасность движения транспортов к Гуадалканалу, и занимались уничтожением любых японских военных кораблей в пределах досягаемости.
В середине августа вступил в строй аэродром Хендерсон-Филд. С 15 по 20 августа корабли ВМС США осуществляли поставки истребителей и бомбардировщиков на Гуадалканал. Базировавшиеся на нём самолёты оказали значительный сдерживающий эффект на продвижение японских сил на Соломоновых островах и приняли участие в войне на истощение против японских ВВС в тихоокеанском регионе. Фактически контроль союзников над Хендерсон-Филд стал ключевым фактором, повлиявшим на исход битвы за Гуадалканал.
Наступление союзников на Соломоновых островах застало противника врасплох, но японские военно-морские и сухопутные силы подготовили контрнаступление, целью которого было изгнание союзников с островов Гуадалканал и Тулаги. Это контрнаступление получило название Операция Ка. А военно-морские силы имели ещё одну цель — уничтожение флота союзников в южном тихоокеанском регионе, в частности авианосцев США.

## Битва

### Состав сил

#### Япония
Японские силы состояли из нескольких соединений. Сопровождением конвоя и обеспечением высадки занимались 4 тяжёлых крейсера, один лёгкий крейсер и 8 эсминцев. Поддержкой десанта занимались 2 тяжёлых и 1 лёгкий авианосец, 1 гидроавианосец, 2 линейных корабля (модернизированные линейные крейсера периода Первой мировой войны), 9 тяжёлых и 2 лёгких крейсера, 17 эсминцев. Палубные самолёты включали 78 истребителей, 54 пикировщика и 45 торпедоносцев.
В районе возможного нахождения американских авианосцев были развёрнуты 11 подводных лодок.
Также не принимали участия в бою, но могли быть использованы в любой момент около 100 самолётов базовой авиации, находившиеся в Рабауле.
Объединённый флот (адмирал Исороку Ямамото, на Труке))
Силы поддержки Гуадалканала
- Передовое соединение, 2-й флот (вице-адмирал Нобутакэ Кондо)
  - 4-я дивизия крейсеров (вице-адмирал Нобутакэ Кондо)
    - тяжёлый крейсер «Атаго» типа «Такао» (капитан 1-го ранга Мацудзи Идзюин)[16]
    - тяжёлый крейсер «Мая» типа «Такао» (капитан 1-го ранга Сюнсаку Набэсима)
    - тяжёлый крейсер «Такао» типа «Такао» (капитан 1-го ранга Бундзи Асакура)

  - 5-я дивизия крейсеров (адмирал Такэо Такаги)
    - тяжёлый крейсер «Мёко» типа «Мёко» (капитан 1-го ранга Тэрухико Миёси)
    - тяжёлый крейсер «Хагуро» типа «Мёко» (капитан 1-го ранга Томоити Мори)

  - 4 эскадра эсминцев (контр-адмирал Томоцу Такама)
    - лёгкий крейсер «Юра» типа «Нагара» (капитан 1-го ранга Сиро Сато)
    - 15-я дивизия эсминцев (капитан 1-го ранга Торадзиро Сато)
      - эскадренный миноносец «Куросио» типа «Кагэро» (капитан 2-го ранга Тамаки Угаки)[17]
      - эскадренный миноносец «Оясио» типа «Кагэро» (капитан 2-го ранга Токикити Арима)
      - эскадренный миноносец «Хаясио» типа «Кагэро» (капитан 2-го ранга Киёси Канэда)

    - 9-я дивизия эсминцев (капитан 1-го ранга Ясуо Сато)
      - эскадренный миноносец «Минэгумо» типа «Асасио» (капитан 2-го ранга Ясуацу Судзуки)
      - эскадренный миноносец «Асагумо» типа «Асасио»

  - Группа поддержки конвоя
    - гидроавианосец Титосэ типа"Титосэ" (капитан 1-го ранга Сэйго Сасаки) 7 E13A1, 15 F1M2
    - эскадренный миноносец «Нацугумо» типа «Асасио» (капитан 2-го ранга Моритаро Цукамото)
- З-й флот. Ударное авианосное соединение (вице-адмирал Тюити Нагумо, командующий 3-м флотом)
  - Авиационная группа. 1-я дивизия авианосцев (вице-адмирал Тюити Нагумо)
    - авианосец «Сёкаку» тип «Сёкаку» (капитан 1-го ранга Масафуми Арима)[18]
    - авианосец «Дзуйкаку» типа «Сёкаку» (капитан 1-го ранга Тамэтэру Нотомо)
    - корабли эскорта (капитан 1-го ранга Тосио Абэ)
      - 10-й дивизион эсминцев
        - эскадренный миноносец «Кадзагумо» типа тип «Югумо» (капитан 2-го ранга Масаёси Ёсида)
        - эскадренный миноносец «Югумо» типа тип «Югумо» (капитан 2-го ранга Сигэо Сэмба)
        - эскадренный миноносец «Макигумо» типа тип «Югумо» (капитан 2-го ранга Исаму Фудзита)
        - эскадренный миноносец «Акигумо» типа тип «Югумо» (капитан 2-го ранга Сёхэй Сома)

      - 16-й дивизион эсминцев[прим. 8]
        - эскадренный миноносец «Хацукадзэ» типа тип «Кагэро» (капитан 2-го ранга Камэсиро Такахаси)
        - эскадренный миноносец «Акидзуки» типа тип «Акидзуки» (капитан Кога Ясудзи)

  - Передовой отряд (контр-адмирал Хироаки Абэ)
    - 11-я дивизия линкоров (контр-адмирал Хироаки Абэ)
      - линейный корабль «Хиэй» типа «Конго» (капитан 1-го ранга Масао Нисида)[19]
      - линейный корабль «Кирисима» типа «Конго» (капитан 1-го ранга Сандзи Ивабути)

    - 7-я дивизия крейсеров (контр-адмирал Сёдзи Нисимура)
      - тяжёлый крейсер «Кумано» типа «Могами» (капитан 1-го ранга Кикумацу Танака)
      - тяжёлый крейсер «Судзуя» типа «Могами» (капитан 1-го ранга Масатоми Кимура)

    - 8-я дивизия крейсеров
      - тяжёлый крейсер «Тикума» типа «Тонэ» (капитан 1-го ранга Кэйдзо Комура)

    - 11-я эскадра эсминцев (контр-адмирал Сацума Кимура)
      - лёгкий крейсер «Нагара» типа тип «Нагара» (капитан 1-го ранга Тосио Наои)
      - 4-й дивизион эсминцев (капитан 1 ранга Косаку Арига)
        - эскадренный миноносец Новаки типа «Кагэро» (капитан 2-го ранга Маготаро Кога)
        - эскадренный миноносец Майкадзэ типа «Кагэро» (капитан 2-го ранга Сэйдзи Накасуги)
        - эскадренный миноносец Таникадзэ типа «Кагэро» — из состава 17-го дивизиона эсминцев (капитан 2-го ранга Мотои Кацуми)

  - Мобильная группа (вице-адмирал Тюити Хара, флаг на «Тонэ»)
    - авианосец «Рюдзё» (капитан 1-го ранга Тадао Като)
    - тяжёлый крейсер «Тонэ» (капитан 1-го ранга Юдзи Анибэ)
    - 16-й дивизион эсминцев (капитан 1-го ранга Киитиро Сато)
      - эскадренный миноносец «Амацукадзэ» типа «Кагэро» (капитан 2-го ранга Тамэити Хара)
      - эскадренный миноносец «Токицукадзэ» типа «Кагэро» (капитан 2-го ранга Гиитиро Накахара)
- 8-й флот. Соединение внешних южных морей (вице-адмирал Гунъити Микава)
  - Группа подкрепления — 2-я эскадра эсминцев (контр-адмирал Райдзо Танака)
    - Лёгкий крейсер «Дзинцу» типа «Сэндай» (капитан 1-го ранга Торадзо Кодзай)
    - 24-й дивизион эсминцев
      - эскадренный миноносец «Судзукадзэ» типа «Сирацую» (капитан 2-го ранга Кадзуо Сибаяма)
      - эскадренный миноносец «Кавакадзэ» типа «Сирацую» (капитан 2-го ранга Кадзуо Вакабаяси)
      - эскадренный миноносец «Умикадзэ» типа «Сирацую» (капитан 2-го ранга Нагахидэ Сугитани)
      - эскадренный миноносец «Кагэро» типа «Кагэро» — из состава 15-го дивизиона эсминцев (капитан 2-го ранга Минору Ёкои)
      - эскадренный миноносец «Исокадзэ» типа «Кагэро» — из состава 17-го дивизиона эсминцев (капитан 2-го ранга Сюнъити Тосима)

    - 30-й дивизион эсминцев (капитан 1-го ранга Сиро Ясутакэ)
      - эскадренный миноносец «Муцуки» типа «Муцуки» (капитан 2-го ранга Кэндзи Хатано)
      - эскадренный миноносец «Яёй» типа «Муцуки»
      - эскадренный миноносец «Удзуки» типа «Муцуки»

  - Транспортный отряд
    - Кинрю Мару
    - Бостон Мару
    - Дайфуку Мару
    - Патрульный корабль № 1
    - Патрульный корабль № 2
    - Патрульный корабль № 34
    - Патрульный корабль № 35

  - Группа прикрытия (вице-адмирал Гунъити Микава
    - тяжёлый крейсер «Тёкай» типа «Такао» (капитан Микио Каякама)
    - 6-я дивизия крейсеров
      - тяжёлый крейсер «Кинугаса» типа «Аоба» (капитан 1-го ранга Масао Сава)
      - тяжёлый крейсер «Аоба» типа «Аоба» (капитан 1-го ранга Ёнэдзиро Хисамунэ)
      - тяжёлый крейсер «Фурутака» типа «Фурутака» (капитан 1-го ранга Араки Цутау)

| Авиация                     | Авиация                    | Авиация                  | Авиация | Авиация         |
| Часть/подразделение         | Командир                   | Самолёты                 | Всего   | Из них исправны |
| «Сёкаку»                    |                            |                          | 72      | 71              |
| --------------------------- | -------------------------- | ------------------------ | ------- | --------------- |
| Командир авиагруппы         | майор Мамору Сэки          |                          |         |                 |
| истребительная эскадрилья   | капитан Хидэки Синго       | истребитель A6M2 «Зеро»  | 27      | 26              |
| бомбардировочная эскадрилья | майор Мамору Сэки          | пикировщик D3A1 «Вэл»    | 27      | 27              |
| торпедоносная эскадрилья    | майор Сигэхару Мурата      | торпедоносец B5N2 «Кейт» | 18      | 18              |
| «Дзуйкаку»                  |                            |                          | 72      | 70              |
| Командир авиагруппы         | капитан Садаму Такахаси    |                          |         |                 |
| истребительная эскадрилья   | капитан Аяо Сиранэ         | истребитель A6M2 «Зеро»  | 27      | 25              |
| бомбардировочная эскадрилья | капитан Садаму Такахаси    | пикировщик D3A1 «Вэл»    | 27      | 27              |
| торпедоносная эскадрилья    | капитан Сигэитиро Имадзюку | торпедоносец B5N2 «Кейт» | 18      | 18              |
| «Рюдзё»                     |                            |                          | 33      | 32              |
| Командир авиагруппы         | майор Кэндзиро Нотоми      |                          |         |                 |
| истребительная эскадрилья   | майор Кэндзиро Нотоми      | истребитель A6M2 «Зеро»  | 24      | 23              |
| торпедоносная эскадрилья    | капитан Бинъити Мураками   | торпедоносец B5N2 «Кейт» | 9       | 9               |
| ИТОГО                       |                            |                          | 177     | 173             |

#### США
Силы США включали 2 авианосца, линкор, 3 тяжёлых крейсера, один крейсер ПВО и 11 эсминцев. Палубная авиация составляла 55 истребителей, 68 пикировщиков, 29 торпедоносцев и 2 самолёта-разведчика. В бою приняли участие 13 истребителей и 11 пикировщиков, базировавшиеся на Гуадалканале, бомбардировщики B-17 с Эспириту-Санто и разведчики PBY-5 Каталина, действовавшие с плавбазы «Макинак», стоящей на якоре в бухте острова Ндени из архипелага островов Санта-Крус.
61-е оперативное соединение (англ. Task Force 61) (вице-адмирал Джек Флетчер)
- 11-е оперативное соединение (англ. Task Force 11) (вице-адмирал Джек Флетчер)
  - авианосец «Саратога» типа «Лексингтон», флагман Джека Флетчера (капитан Рэмси Де Витт)
    - Силы охранения ОС 11 (контр-адмирал Карлтон Г. Райт)
      - тяжёлый крейсер CA-36 «Миннеаполис» типа «Нью-Орлеан», флагман Карлтона Г. Райта (кэптен Фрэнк Лоури)
      - тяжёлый крейсер CA-32 «Нью-Орлеан» типа «Нью-Орлеан» (кэптен Вальтер Делэни)
      - 1-я эскадра эсминцев (кэптен Сэмюел Брюэр)
        - эсминец DD-360 «Фелпс» типа «Портер» (лейтенант-коммандер Эдвард Бек)

      - 2-й дивизион эсминцев (коммандер Фрэнсис Макинерни)
        - эсминец «Фаррагут» типа «Фаррагут» (коммандер Джордж Хантер)
        - эсминец «Уорден» типа «Фаррагут» (лейтенант-коммандер Вильям Погью)
        - эсминец «Макдонау» типа «Фаррагут» (лейтенант-коммандер Эрик Денет)
        - эсминец «Дейл» типа «Фаррагут» (лейтенант-коммандер Энтони Роршах)
- 16-е оперативное соединение (англ. Task Force 16) (контр-адмирал Томас Кинкейд)
  - авианосец CV-6 «Энтерпрайз» типа «Йорктаун», флагман контр-адмирала Томаса Кинкейда, (кэптен Артур Дэвис)
  - Силы прикрытия ОС-16 (контр-адмирал Мэлон С. Тисдейл)
    - линейный корабль BB-55 «Норт Кэролайн» типа «Норт Кэролайн» (кэптен Джордж Форт)
    - тяжёлый крейсер CA-33 «Портленд» типа «Портленд», флагман Мэлона С. Тисдейла (кэптен Лоренс Дюбоуз)
    - крейсер ПВО CL-51 «Атланта» типа «Атланта» (кэптен Сэмюел Дженкинс)
    - 6-я эскадра эсминцев (кэптен Эдвард Зауэр)
      - эсминец DD-363 «Бэлч» типа «Портер» (лейтенант-коммандер Гарольд Тимрот)
      - эсминец DD-401 «Мори» типа «Гридли» (лейтенант-коммандер Гельцер Симс)
      - эсминец DD-398 «Эллет» типа «Бенхэм» (лейтенант-коммандер Фрэнсис Гарднер)
      - эсминец DD-397 «Бенхэм» типа «Бенхэм» (лейтенант-коммандер Джозеф Уоррингтон)

    - 22-й дивизион эсминцев (коммандер Гарольд Холкомб)
      - эсминец DD-435 «Грейсон» типа «Гливс» (лейтенант-коммандер Фредерик Белл)
      - эсминец DD-436 «Монсен» типа «Гливс» (коммандер Ролан Смут)

| Авиация                                           | Авиация                           | Авиация                       | Авиация    | Авиация    |
| Часть/подразделение                               | Командир                          | Самолёты                      | 24 августа | 24 августа |
| Часть/подразделение                               | Командир                          | Самолёты                      | всего      | исправны   |
| ------------------------------------------------- | --------------------------------- | ----------------------------- | ---------- | ---------- |
| «Саратога» — 3-я авиагруппа (англ. Air Group 3)   | коммандер Гарри Фелт              | пикировщик SBD-3 «Доунтлесс»  | 1          | 1          |
| VF-5                                              | лейтенант-коммандер Лерой Симплер | истребитель F4F-4 «Уайлдкет»  | 27         | 27         |
| VB-3                                              | лейтенант-коммандер Шамвей Де Вит | пикировщик SBD-3 «Доунтлесс»  | 17         | 17         |
| VS-3                                              | лейтенант-коммандер Льюис Кирн    | пикировщик SBD-3 «Доунтлесс»  | 15         | 15         |
| VT-8                                              | лейтенант Гарольд Ларсен          | торпедоносец TBF-1 «Эвенджер» | 13         | 13         |
|                                                   |                                   | фоторазведчик F4F-7           | 1          | 1          |
| «Энтерпрайз» — 6-я авиагруппа (англ. Air Group 6) | лейтенант-коммандер Максвел Лесли | торпедоносец TBF-1 «Эвенджер» | 1          | 1          |
| VF-6                                              | лейтенант Льюис Бауэр             | истребитель F4F-4 «Уайлдкет»  | 28         | 27         |
| VB-6                                              | лейтенант Рэй Дэвис               | пикировщик SBD-3 «Доунтлесс»  | 17         | 17         |
| VS-5                                              | лейтенант Тёрнер Колдуэл          | пикировщик SBD-3 «Доунтлесс»  | 18         | 16         |
| VT-3                                              | лейтенант Чарльз Джет             | торпедоносец TBF-1 «Эвенджер» | 15         | 14         |
|                                                   |                                   | фоторазведчик F4F-7           | 1          | 1          |
| ИТОГО                                             |                                   |                               | 154        | 148        |
| Оперативное соединение 63                         | контр-адмирал Джон Маккейн        |                               |            |            |
| Marine Air Group 23 на Гуадалканале               | полковник Вильям Уэлс             |                               |            |            |
| VMF-223                                           | кэптен Джон Смит, USMC            | истребитель F4F-4 «Уайлдкет»  | 13         | 13         |
| VMSB-232                                          | майор Ричард Мангрум, USMC        | пикировщик SBD-3 «Доунтлесс»  | 11         | 11         |
| ИТОГО                                             |                                   |                               | 178        | 172        |

### Предыстория
Конвой, перевозивший 1411 японских солдат полка Итики Киёнао и несколько сотен морских пехотинцев из 5-го Йокосукского специального отряда морской пехоты, погруженных на три небольших транспорта, покинул японскую базу на острове Трук (Чуук) 16 августа и направился к Гуадалканалу. Транспорты шли под охранением лёгкого крейсера «Дзинцу», восьми эсминцев и четырёх патрульных катеров, командовал конвоем контр-адмирал Райдзо Танака. Кроме того, для поддержки конвоя из Рабаула прибыли четыре тяжёлых крейсера из состава 8-го флота под командованием вице-адмирала Гунъити Микавы. Это были те самые крейсера, которые одержали победу над флотом союзников у острова Саво. Танака планировал высадку десанта с кораблей конвоя на Гуадалканал на 24 августа.
21 августа вторая часть японских сил, участвовавших в операции Ка, покинула Трук и направилась на южные Соломоновы острова. Эти суда были разделены на три группы: «Авиационная группа» включала японские авианосцы — «Сёкаку» и «Дзуйкаку», лёгкий авианосец «Рюдзё», а также обеспечивавшие им защиту тяжёлый крейсер и восемь эсминцев под командованием вице-адмирала Тюити Нагумо на «Сёкаку»; «Передовой отряд» авианосной группы, в который входило два линкора, три тяжёлых крейсера, один лёгкий крейсер и три эсминца под командованием контр-адмирала Хироаки Абэ; «Передовое соединение», состоявшее из пяти тяжёлых крейсеров, одного лёгкого крейсера, шести эсминцев и гидроавианосца («Титосэ») под командованием вице-адмирала Нобутакэ Кондо. Кроме того, в распоряжении японцев находились 100 бомбардировщиков наземного базирования, истребителей и самолётов-разведчиков в Рабауле и на близлежащих островах. Ударная группа Нагумо располагалась в ордере между авангардом и ударной группой, что должно было уменьшить вероятность обнаружения самолётами-разведчиками США.
План операции Ка предполагал, что как только авианосцы США будут обнаружены самолётом-разведчиком либо при атаке ими японских сил поддержки, авианосцы Нагумо немедленно поднимут в воздух авиацию для их уничтожения. После того, как американские авианосцы будут уничтожены или выведены из боя, «Авангард» Абэ и «Ударная группа» Кондо окружат и уничтожат остатки кораблей союзников. После этого ВМС Японии смогли бы легко нейтрализовать Хендерсон-Филд бомбардировками, в то время как высадившаяся пехота захватит острова Гуадалканал и Тулаги.
В ответ на непредвиденные наземные бои между морской пехотой США, занявшей позиции на Гуадалканале, и японским десантом 19—20 августа американские авианосцы под командованием Флетчера переместились к югу от Гуадалканала со своих позиций на 400 миль (640 км) 21 августа. Авианосцы США должны были поддерживать морскую пехоту, защищать Хендерсон-Филд, а также уничтожить ту часть сил флота, которая прибыла для поддержки японских солдат во время сухопутных боёв на Гуадалканале.
В течение 22 августа флоты Японии и союзников двигались по направлению друг к другу. Несмотря на то, что обе стороны проводили интенсивную авиационную разведку, ни одна из сторон не обнаружила корабли противника. Тем не менее, в связи с потерей как минимум одного из самолётов-разведчиков (он был сбит самолётом с «Энтерпрайза» до того, как успел послать сообщение по радио), японцы догадывались о возможном районе нахождения авианосцев США. Американское командование, тем не менее, не могло предположить, где находился японский флот и какова была его сила.

### Действия 23 августа
23 августа в 09:50 американский самолёт-разведчик «Каталина», базировавшийся на острове Ндени из архипелага островов Санта-Крус, обнаружил конвой Танаки. Несмотря на то, что никакой другой информации от разведчиков не поступало, для атаки конвоя были подняты две ударные группы с «Саратоги» и Хендерсон-Филд. В 14:45 с «Сары» взлетели 31 пикировщик и 6 торпедоносцев, ведомые коммандером Фелтом. Через полтора часа с Гуадалканала взлетели 23 самолёта морской пехоты. В это время Танака, понимая, что он обнаружен и будет в скором времени атакован, резко изменил курс на северо-восточный, как только «Каталина» покинула зону видимости. Поиски кораблей японцев продолжались до сумерек, но не принесли результата. Самолёты обеих поисковых групп сели на аэродром Хендерсон-Филд. Лётчики с «Саратоги», проведя беспокойную ночь (в полночь аэродром подвергся артиллерийскому обстрелу с японских кораблей), на следующий день улетели на свой авианосец.
Позднее Танака сообщил своему командованию, что потерял время, повернув на север, чтобы избежать воздушных атак союзников. Высадка японских войск на Гуадалканал была перенесена на 25 августа. Флетчеру доложили, что на эсминцах TF-18 кончается топливо. 23 августа в 18:23 японские авианосцы так и не были обнаружены, других сведений от разведки также не поступало. Считая, что в ближайшие дни столкновения не предвидится, Флетчер отправил «Уосп» с группой прикрытия в двухдневный переход к острову Эфате для дозаправки. Тем самым «Уосп» и корабли его эскорта пропустили предстоящее сражение.

### Действия 24 августа

#### Первые действия противников
24 августа в 01:45 Нагумо отдал приказ контр-адмиралу Тюити Харе, находившемуся на лёгком авианосце «Рюдзё» в сопровождении тяжёлого крейсера «Тонэ» и эсминцев «Амацукадзэ» и «Токицукадзэ», выдвинуться вперёд и нанести авиационный удар по аэродрому Хендерсон-Филд в дневное время. Миссия «Рюдзё», по всей видимости, была ответом на просьбу командующего 8-м флотом в Рабауле Нисидо Цукахары оказать помощь в нейтрализации Хендерсон-Филд. Также возможно, что этот отряд Нагумо хотел использовать как приманку, которая должна была отвлекать силы американского флота, чтобы остальная часть японской эскадры могла приблизиться к американским авианосцам необнаруженными, а также для прикрытия конвоя Танаки. Большая часть самолётов «Сёкаку» и «Дзуйкаку» были подготовлены к вылету и находились в ожидании информации об авианосцах США. С 05:55 по 06:30 «Энтерпрайз» отправил на поиски японского флота 20 пикировщиков «Доунтлесс», в поддержку самолётов-разведчиков «Каталина» с Ндени.
Находясь в 200 милях от Гуадалканала, для атаки Хендерсон-Филд «Рюдзё» поднял шесть бомбардировщиков «Кейт» и 15 истребителей «Зеро». Они вылетали двумя волнами. В 12:20 взлетели 6 «Кейтов» и 6 «Зеро». Каждый «Кейт» нёс шесть «наземных» 60-килограммовых бомб. А в 12:48 к ним присоединились ещё 9 «Зеро». Эти самолёты должны были действовать совместно с вылетевшими из Рабаула 24 бомбардировщиками «Бетти» и 14 истребителями «Зеро». Но самолёты из Рабаула не долетели до Гуадалканала: из-за плохой погоды в 11:30 они развернулись в обратный путь на свою базу. Самолёты «Рюдзё» подлетели к Хендерсон-Филд в 14:23 и были встречены истребителями эскадрильи «Кактус». В результате боя три «Кейта», три «Зеро» и три истребителя США были сбиты. При этом серьёзных повреждений аэродрому нанесено не было.
В 09:35 «Каталина» энсина Баркли, осуществлявшая поиск в секторе 320—327° впервые заметила отряд «Рюдзё», находившийся на расстоянии 280 миль (490 км) от американских авианосцев. Это расстояние превышало радиус действия палубной авиации, поэтому Флетчер воздержался от подъёма самолётов для атаки. В 10:10 вернулись двадцать самолётов, вылетевших утром на разведку и не обнаруживших противника. С осуществлявших разведку «Каталин» и «B-17» поступало множество сообщений об обнаруженных японских крейсерах и эсминцах. Разведчики также сообщали о столкновениях с истребителями «Зеро» японцев. Но сообщений об авианосцах больше не поступало. В 11:10 с «Каталины» Баркли поступило новое сообщение об обнаружении авианосца. На этот раз расстояние до него составляло 245 миль (460 км). Это был тот же «Рюдзё», но Флетчер об этом не знал. Получив массу противоречивых донесений, он, как командующий, находился в очень тяжёлом положении и помнил о неудачах в поиске накануне и сегодня. Флетчер не знал, что это за авианосец: тот же, что был обнаружен утром, или ещё один. В его распоряжении находились только бомбардировщики с «Энтерпрайза», потому что группа Фелта, возвращавшаяся с Хендерсон-Филд, села на «Саратогу» только в 11:00. Поэтому, когда в 11:29 Кинкейд предложил поднять в воздух все имевшиеся у него самолёты, Флетчер отдал распоряжение провести дополнительный поиск в секторе 290—90° на расстояние до 250 миль (470 км), держа оставшиеся самолёты на палубе в готовности к взлёту. С 12:35 по 12:47 «Энтерпрайз» поднял на поиск 16 пикировщиков «Доунтлесс», 7 торпедоносцев «Эвенджер» и ещё шесть «доунтлессов» для противолодочного патруля.

#### Действия американских авианосцев. Повреждение и потопление «Рюдзё»
В 13:20 на радаре «Саратоги» появились множественные отметки от самолётов «Рюдзё», двигавшихся в 100 милях от американских авианосцев по направлению к Гуадалканалу. Сопоставив полученные донесения от разведчиков и направление полёта самолётов, Флетчер наконец получил так необходимые ему данные о расположении японских кораблей. Он приказал поднять самолёты с «Саратоги» для атаки. В 13:40 взлетели 12 истребителей, пополнивших воздушный патруль, а за ними ударная волна под командой Фелта. С «Сары» взлетели 30 пикировщиков «Доунтлесс» и 8 торпедоносцев «Эвенджер» (один торпедоносец позже из-за неполадок был вынужден вернуться). Расстояние до цели было велико, поэтому Флетчер отправил атакующие самолёты без истребительного сопровождения. Тем не менее, он держал оставшиеся самолёты обоих авианосцев в боевой готовности на случай обнаружения других японских авианосцев.
В 14:58 два торпедоносца, взлетевшие с «Энтерпрайза» на разведку, атаковали «Рюдзё» с горизонтального полёта. Сброшенные ими бомбы легли мимо цели, но сообщение о координатах японского авианосца было принято группой Фелта. Чуть позже ещё два торпедоносца из поисковой партии атаковали сопровождавший «Рюдзё» крейсер «Тонэ», но также безуспешно. Истребители воздушного патруля сбили один из этих торпедоносцев.
В 15:36 до группы «Рюдзё» добрались 29 пикировщиков и семь торпедоносцев с «Саратоги». Крейсер «Тонэ» и эсминцы находились на расстоянии около 5000 метров от авианосца, поэтому мало чем могли помочь своему подопечному. Истребители японского воздушного патруля также не смогли помешать атаке. Вначале Фелт разделил свои самолёты. Шесть пикировщиков и один торпедоносец должны были атаковать «Тонэ». Однако несмотря на отсутствие помех ни один пикировщик из 21, вышедших в атаку на авианосец в 15:50, не смог поразить цель. Тогда Фелт перенаправил все оставшиеся самолёты на «Рюдзё». В конечном счёте шесть оставшихся пикировщиков добились попадания трёх бомб в японский авианосец. Вышедшие в атаку торпедоносцы попали одной торпедой в машинное отделение с правого борта.
На «Рюдзё» погибло 120 человек. Из-за серьёзных разрушений команда покинула авианосец в темноте, затопив корабль. «Амацукадзэ» и «Токицукадзэ» занимались спасением пилотов, вернувшихся самолётов «Рюдзё», которые приводнялись в океан поблизости. В это же время несколько американских бомбардировщиков «B-17» атаковали неподвижный «Рюдзё», но дополнительных попаданий не добились. После завершения спасательной операции оба японских эсминца и «Тонэ» присоединились к основной группе Нагумо.
Семь «B-17» с Эспириту-Санто также атаковали «Дзуйкаку» и «Сёкаку» между 17:50 и 18:19, но не причинили никакого ущерба, кроме одного сбитого «Зеро».

#### Действия японских авианосцев. Атаки на соединение «Энтерпрайза»
В 14:25 японский самолёт-разведчик с крейсера «Тикума» обнаружил американские авианосцы. Несмотря на то, что самолёт-разведчик был сбит, он успел передать координаты, и Нагумо приказал немедленно поднять самолёты с «Сёкаку» и «Дзуйкаку». Первая волна самолётов, 27 «пикировщиков Вэл» и 15 «Зеро», поднялись в 14:50 и направились к авианосцам «Энтерпрайз» и «Саратога». Примерно в то же самое время два американских самолёта-разведчика наконец обнаружили главные силы. Тем не менее, из-за проблем со связью их отчёты так и не были получены Флетчером. Два американских разведчика атаковали «Сёкаку» перед тем как вернуться, причинив незначительный ущерб. Вторая волна из 27 «Вэлов» и 9 «Зеро» была поднята с японских авианосцев в 16:00 и направилась к югу, по направлению к американскому флоту. Авангард Абэ также выдвинулся вперёд, рассчитывая встретиться с кораблями союзников после заката солнца. 5 «Зеро» вернулось для защиты японских авианосцев из-за атаки американских самолётов-разведчиков.
В 16:02, когда ещё не была получена однозначная информация о местоположении японских авианосцев, радары американских кораблей засекли первую волну японских самолётов. К этому времени в воздухе находились 53 истребителя «Уайлдкет» с обоих американских авианосцев. Большой проблемой стало соблюдение «радиодисциплины». Воздушный патруль, противолодочный патруль из нескольких «Доунтлессов» и возвращавшиеся на авианосцы самолёты все работали по радио на одной частоте. Часто скучавшие пилоты вели разговоры совершенно не по делу. При появлении японских самолётов эфир также заполнила масса сообщений об обнаруженных самолётах противника. На радаре отметки от самолётов смешались друг с другом, так что было затруднительно определить где находятся самолёты японцев. Все это мешало офицерам наведения истребителей выполнять свою задачу. Проблемы со связью, сложности с определением принадлежности самолётов, несовершенство процедур управления, а также эффективная защита японских пикировщиков истребителями эскорта предотвратили практически все атаки американских истребителей на японские пикировщики до атаки американских авианосцев. Непосредственно перед атакой японских пикировщиков «Энтерпрайз» и «Саратога» очистили палубы, отправив все самолёты на поиски японских авианосцев. Этим самолётам была дана команда лететь на север и атаковать все обнаруживаемые цели либо вылететь из зоны сражения и вернуться после боя.
В 16:29 японские пикировщики начали атаку. После нескольких попыток атаковать «Саратогу» пикировщики переместились для атаки к ближайшему к ним авианосцу, «Энтерпрайзу». «Энтерпрайз» стал целью почти всех атак японских самолётов. Несколько «уайлдкетов» атаковали японские пикировщики во время пикирования, несмотря на интенсивный огонь артиллерии ПВО «Энтерпрайза» и кораблей эскорта. В итоге ПВО кораблей кроме нескольких «Вэлов», сбила также и четыре «уайлдкета».
Бомбы первых 9 «Вэлов» не достигли «Энтерпрайза», так как им противостояла эффективная противовоздушная оборона, а корабль совершал манёвры уклонения. Тем не менее, в 16:44 бронебойная бомба с взрывателем замедленного действия попала в полётную палубу рядом с кормовым самолётоподъёмником и, пробив три палубы, взорвалась ниже ватерлинии, убив 35 и ранив более 70 человек. В результате затопления нескольких отсеков «Энтерпрайз» получил небольшой крен, но повреждения корабля были некритическими.
Через 30 секунд бомба со следующего «Вэла» попала всего в 4,5 метрах от места попадания первой бомбы. Взрыв произошёл в снарядном погребе 127-миллиметровых универсальных батарей и лишил жизни 35 человек их расчёта, а на корабле возник второй очаг пожара.
Минутой позже, в 16:46, третья и последняя бомба попала в полётную палубу «Энтерпрайза» ближе к носу от двух первых попаданий. Эта бомба взорвалась на верхней палубе, образовав трёхметровую дыру в палубе и не причинив других разрушений. После этого четыре «Вэла» переключились с «Энтерпрайза» на линкор «Норт Кэролайн», но ни одна из их бомб не достигла цели, и все они были сбиты ПВО и истребителями. Атака завершилась в 16:48. Оставшиеся японские самолёты малыми группами вернулись на свои корабли.

#### Завершение активной фазы боя. Поражение «Титосэ»
Обе стороны считали, что они нанесли больший урон, чем это было на самом деле. Американцы считали, что они сбили 70 японских самолётов, в то время как их было всего 42. Реальные потери японцев во время атаки составили 25 самолётов, включая севшие в океан. Однако большая часть экипажей потерянных самолётов не была спасена. Японцы, в свою очередь, ошибочно считали, что тяжело повредили оба американских авианосца, в то время как повреждён был только один. Американцы потеряли только 6 самолётов, большая часть экипажей была спасена.
Несмотря на то, что «Энтерпрайз» был тяжело повреждён и на нём возник пожар, спасательные команды смогли провести восстановительные работы, и уже в 17:46 авианосец стал принимать самолёты. На тушение пожара и ремонт ушёл всего один час. В 18:05 самолёты с «Саратоги» вернулись после атаки «Рюдзё» и приземлились без серьёзных инцидентов. Вторая волна японских самолётов прибыла для атаки американских авианосцев в 18:15, но не смогла найти корабли из-за проблем с передачей информации и вернулась на свои корабли, потеряв в результате 5 самолётов по небоевым причинам.
Большая часть американских самолётов, поднятых перед прибытием первой волны японских самолётов, не нашли целей и вернулись с полным боекомплектом. Тем не менее, пять «эвенджеров» с «Саратоги» обнаружили ударную группу Кондо и атаковали гидроавианосец «Титосэ». В результате двух попаданий небронированное судно получило тяжёлые повреждения. Часть американских самолётов с авианосцев приземлилась на аэродроме Хендерсон-Филд или вернулась с наступлением темноты. Американские корабли повернули на юг, чтобы избежать ночной встречи с японскими линкорами и крейсерами. Авангард Абэ и ударная группа Кондо направились на юг на перехват американских авианосцев и около полуночи достигли точки, в которой американские корабли были днём 24 августа. Не обнаружив американские корабли, они развернулись на обратный курс и ушли из района сражения, опасаясь дневных атак американских самолётов. Авианосное соединение Нагумо, понеся тяжёлые потери в самолётах и испытывая недостаток топлива, также повернуло на север.

### Действия 25 августа
Полагая, что американские авианосцы получили в сражении тяжёлые повреждения, конвой Танаки снова двинулся на Гуадалканал. Около 08:00 25 августа в 150 милях (240 км) от места высадки к конвою Танаки присоединились пять эсминцев, которые ночью обстреляли Хендерсон-Филд, причинив аэродрому небольшие повреждения. В 08:05 18 американских самолётов с Хендерсон-Филд атаковали конвой Танаки, нанеся тяжёлые повреждения крейсеру «Дзинцу». Было убито 24 человека, при этом сам Танака потерял сознание.
Получив серьёзные повреждения, начал тонуть войсковой транспорт «Кинрю Мару». Танака приказал эсминцу «Муцуки» снять с транспорта десант и экипаж. В 10:15 над соединением появились B-17 с Эспириту-Санту. Капитан «Муцуки» Кэндзи Хатано не обратил на них внимание, так как считалось что атаки кораблей горизонтальными бомбардировщиками неэффективны, и продолжил операцию по спасению. Но в результате атаки B-17 в эсминец попало три бомбы, и он затонул. Это был первый японский корабль, потопленный горизонтальными бомбардировщиками. После того, как его вытащили из воды, Хатано признался: «Даже B-17 могут однажды добиться попадания!».
Пришедшего в сознание, не получившего ранений, но шокированного Танаку перевезли на эсминец «Кагэро», оставив «Дзинцу», и отправили на Трук, а конвой тем временем направился на японскую базу на Шортлендских островах.
И японские, и американские корабли вышли из зоны сражения и ушли в сторону своих баз. Японский флот ненадолго задержался у северных Соломоновых островов, вне досягаемости самолётов с Хендерсон-Филд, перед тем как окончательно вернуться на Трук 5 сентября.

## Итоги битвы
В завершение сражения американскими самолётами с аэродрома Хендерсон-Филд был потоплен японский эсминец «Асагири», а два других эсминца были тяжело повреждены 28 августа в 70 милях (130 км) к северу от Гуадалканала в проливе Слот. В сражении за Гуадалканал наступило двухмесячное затишье, прерванное сухопутным сражением за хребет Эдсона 13 сентября и морским боем у мыса Эсперанс в ночь с 11 на 12 октября.
«Энтерпрайз» был отправлен в Перл-Харбор на капитальный ремонт, завершившийся 15 октября 1942 года. На юг Тихого океана он вернулся 24 октября, непосредственно перед боем у островов Санта-Крус, где снова встретился с «Сёкаку» и «Дзуйкаку».
Американские специалисты, анализируя действия адмирала Флетчера, высказывают ряд критических замечаний. Отмечается, что уход «Уоспа» на дозаправку топливом не был столь уж необходим. На борту эсминцев его эскорта было ещё достаточно топлива. Воспринимая положительно уклонение от ночного артиллерийского боя с японцами и увод американского соединения к югу, они критикуют последовавший за этим вывод из зоны боевых действий не пострадавшей «Саратоги». Учитывая неясность дальнейших действий японцев, её самолёты могли понадобиться для прикрытия Гуадалканала. Американский историк Самуэль Элиот Морисон отмечает, что: «Флетчер выиграл этот бой только потому, что японцы оказались ещё более робкими, чем он сам».
Анализируя этот бой, американские моряки сделали для себя определённые выводы. Положительно было воспринято увеличение количества истребителей после Мидуэя с 23 до 36 на каждом авианосце. Вместе с тем, отмечалось несовершенство системы опознавания, необходимость улучшения системы управления и наведения истребителей, необходимость наличия истребителей, способных прикрывать пикировщики и торпедоносцы в дальних полётах. Не утихали и споры о диспозиции авианосцев в бою — должны ли они быть разделены или сосредоточены. Капитан «Энтерпрайза» Артур К. Дэвис заявлял:
Совместные действия более чем 2 авианосных групп слишком сложны. Это приводит к неизбежным задержкам в визуальной связи, а также к задержкам и сложностям в тактическом управлении. Сомневаюсь, что любое количество учений и тренировок смогут исправить внутренние недостатки этой схемы настолько, чтобы она начала отвечать требованиям боевой обстановки.
Когда авианосные оперативные соединения действуют вместе, их объединение в сложный строй редко будет являться необходимостью, его следует избегать насколько это возможно... Гибкость и скорость операций также уменьшаются сложным строем. Мы не должны применять такой строй, когда нужны немедленные действия. Мы начинаем бояться, что изменим строй, и мы начинаем бояться, что не изменим его.
Далее, исключением, а не правилом должны быть совместные действия авианосных соединений на дистанции менее 10 миль друг от друга. Эта дистанция должна составлять 15 – 20 миль, если совместные действия всё-таки необходимы. Суть в том, что попытка совместных действий подставляет под удар оба корабля, когда расстояние слишком мало. 24 августа «Саратога» отчасти совершенно случайно оказалась довольно далеко от «Энтерпрайза», в противном случае она почти наверняка была бы тоже атакована.
Адмирал Флетчер придерживался противоположного мнения:
Мои последние впечатления таковы, что тремя оперативными соединениями руководить столь же легко, как и двумя. Я уверен, что и 4 соединения могут действовать совместно без больших трудностей. Преимущества такой концентрации воздушных сил будут значительно больше, чем любые её недостатки... Когда мы перейдем в наступление, будет наблюдаться тенденция все больше увеличивать число авианосцев, действующих совместно.

Я не согласен с предложением держать авианосцы на расстоянии 15–20 миль, когда бой становится неизбежным. Для атакующей авиагруппы совершенно безразлично, 5 или 20 миль разделяют авианосцы, но для защиты это может иметь огромное значение. Когда расстояние между авианосцами составляет 15–20 миль, всегда существует опасность, что не удастся бросить в бой все истребители, как это случилось при Мидуэе, где лишь одна из трёх американских истребительных эскадрилий участвовала в бою.
Японский флот проявил себя в этом сражении не с лучшей стороны, вёл себя очень нерешительно и упустил ряд возможностей нанести дополнительный урон противнику. Были привлечены громадные силы для оказания поддержки конвоя с десантом, но они не смогли обеспечить высадку десанта. Японское авианосное соединение, в задачи которого входило уничтожение американских авианосцев, отступило, хотя оба тяжёлых авианосца были целы, а американский «Энтерпрайз» сильно поврежден. Крейсера 8-го флота упустили возможность обстрела аэродрома Хендерсон-Филд в ночь с 25 на 26 августа. Это позволило затем американским самолётам беспрепятственно атаковать лишённый поддержки с воздуха конвой Танаки.
Сражение у восточных Соломоновых островов не было решающим боем. Оно стало лишь одним из многих в череде сражений Гуадальканальской кампании. В целом считается, что этот бой был в большей мере тактической и стратегической победой американского флота, так как японский флот потерял больше кораблей, самолётов и их экипажей. Несмотря на то, что сухопутные войска из конвоя Танаки все равно позже были выгружены с эсминцев на Шортлендских островах и перевозились на Гуадалканал частями, первоначальный план захвата японцами Гуадалканала был сорван. А японские войска высаживались уже без большей части тяжёлого вооружения, начиная с 29 августа 1942 года.
Сражение у восточных Соломоновых островов было однозначно выигрышным для американцев в войне на истощение ресурсов. США потеряли в сражении только семь членов экипажей. В то же время японцы потеряли 61 опытного авиатора, что в отсутствие подготовленного резерва и при ограниченных возможностях подготовки новых экипажей привело к значительным трудностям с их замещением.
Подводя итоги битвы, историк Ричард Б. Фрэнк (англ. Richard B. Frank) пишет:

В битве у восточных Соломоновых островов безусловно победили американцы, однако за исключением сокращения числа опытных японских лётчиков эта победа не имела значительного долгосрочного эффекта. Подкрепления (японские), которые не были доставлены медленными транспортами, вскоре попали на Гуадалканал другим путём.
Оригинальный текст (англ.)The Battle of the Eastern Solomons was unquestionably an American victory, but it had little long-term result, apart from a further reduction in the corps of trained Japanese carrier aviators. The (Japanese) reinforcements that could not come by slow transport would soon reach Guadalcanal by other means.

## Комментарии
1. ↑  Согласно Frank R.B. Guadalcanal. — 1990. — P. 166—174. на авианосцах США находилось 154 самолёта, принявших участие в сражении, ещё 23 самолёта эскадрильи Cactus Air Force базировались на аэродроме Хендерсон-Филд на Гуадалканале. В число этих 176 не вошли B-17, базировавшиеся на Эспириту Санту и летающие лодки «Каталина» с островов Санта-Крус.
2. ↑  По источникам приводятся различные цифры. Frank R.B. Guadalcanal. — 1990. — P. 166—174. (171 самолёт) и John B. Lundstrom. First Team and the Guadalcanal Campaign: Naval Fighter Combat from August to November 1942. — Annapolis, Md: Naval Institute Press, 2005. — P. 106. — ISBN 1-59114-472-8. (177 самолётов). В это число не включены японские самолёты базировавшиеся в Рабауле и самолёты-разведчики с японских линкоров, крейсеров, гидроавианосца «Титосэ», а также самолёты, базировавшиеся в других местах на Соломоновых островах.
3. ↑  По источникам нет полной информации по потерям. В M. Peattie. Sunburst. — 2007. — P. 180, 339. нет никакой информации о числе погибших при затоплении «Кинрю Мару», повреждении гидроавианосца «Титосэ», а также на других японских судах. Тем не менее, известные потери: 120 погибших на авианосце «Рюдзё», 40 на эсминце «Муцуки», 24 на «Дзинцу» (Parshall, история крейсера «Дзинцу» на www.combinedfleet.com Архивная копия от 16 мая 2015 на Wayback Machine), 6 на «Сёкаку» и 61 член экипажей. Общие потери японских самолётов составили 33 «Зеро», 23 «Вэла», 8 «Кейтов», 7 гидросамолётов (разведчиков), 1 бомбардировщик «Бетти», 2 «эмили» и 1 «мэвис». Погибшие пилоты: 27 с «Сёкаку», 21 с «Дзуйкаку» и 13 с «Рюдзё».
4. ↑  Близ островов Стюарта (8°23′07″ ю. ш. 162°44′06″ в. д.HGЯO) из архипелага Соломоновых островов происходило маневрирование американского соединения. Не следует путать с островом Стюарта.
5. ↑  До этого сражения были бои авианосцев во время сражение Коралловом море и битва за Мидуэй
6. ↑  Согласно E. Hammel. Carrier Strike. — 2005. — P. 121., Ка — первая буква в слове Гуадалканал в японском произношении. Однако на японском «остров Гуадалканал» — ガダルカナル島 — га-да-ру-ка-на-ру-сима. Поэтому на вопрос о происхождении названия данной операции ответа пока нет.
7. ↑  Это были подводные лодки I-121, I-123, Ro-34, I-9, I-11, I-17, I-19, I-26, I-31, I-174 и I-175.
8. ↑  по данным С. Морисона вместо 16-го дивизиона в охранение входили эсминцы 19-го дивизиона — «Сикинами» и «Уранами». Однако 19-й дивизион на тот момент относился к 1-му флоту и не мог быть в соединении 3-го флота. Морозов, стр. 98.
9. ↑  По данным Танаки численность морских пехотинцев составляла 1000 человек.
10. ↑  Танака на «Дзинцу» и «Кагэро» прибыл из Японии на Трук 11 августа после высадки сил союзников на Гуадалканале. На Труке Танака принял командование силами, обеспечивавшими доставку подкреплений на Гуадалканал (позднее названными союзниками «Токийский экспресс»), которые включали в себя корабли 8-го флота и различные суда, предназначенные для доставки японских войск и грузов на Гуадалканал. Четыре патрульных катера были бывшими эсминцами «Симакадзэ», «Надакадзэ», «Судзуки» и «Цута», приспособленными для перевозки войск. Три транспорта — «Кинрю Мару», «Бостон Мару» и «Дайфуку Мару». Первая партия из 917 солдат полка Итики вместе с командиром была доставлена шестью эсминцами на Гуадалканал утром 19 августа.
11. ↑  Здесь и далее морские мили.
12. ↑  Также утром 22 августа эсминец «Блю» был торпедирован у Гуадалканала японским эсминцем «Кавакадзэ», который был направлен Танакой из состава конвоя вместе с «Юнаги» для того, чтобы попытаться атаковать конвои союзников. «Блю» был тяжело повреждён (погибло 8 человек экипажа) и был затоплен на следующий день у острова Тулаги (09°17′ ю. ш. 160°02′ в. д.HGЯO). Так как этот эпизод произошёл отдельно от основной битвы, эту потерю не относят к прямым потерям в результате боя 24—25 августа.
13. ↑  В этот день Танака получил противоречивые приказы. Микава приказал ему повернуть на север, чтобы избежать нападения авиации союзников и высадить десант 25 августа, но Нисидо Цукахара, командующий 11-м воздушным флотом в Рабауле и являющийся начальником Микавы, приказал Танаке совершить высадку 24 августа. Танака ответил, что это невозможно. Цукахара и Микава, очевидно, не скоординировали свои приказы.
14. ↑  Данная версия выдвигается американским историком Самуэлем Морисоном, однако японскими источниками она не подтверждается. Почти все свои истребители «Рюдзё» отправил на атаку Гуадалканала и остался без воздушного прикрытия, что плохо согласуется с версией о приманке. В более поздних исследованиях Франка и Лундстрёма считается, что соединение «Рюдзё» имело только одну задачу — атаку Гуадалканала.
15. ↑  Точкой отсчёта для сектора поиска «Каталин» являлась их база — остров Ндени. Окружность составляла 360°, а 0° соответствовало направление на север.
16. ↑  Точка отсчёта — соединение авианосцев.
17. ↑  Ещё одним фактором, повлиявшим на такое решение, могло стать желание Флетчера оставить как можно больше истребителей для защиты авианосцев.
18. ↑  Перед приводнением несколько «Зеро» с «Рюдзё» атаковали эти «B-17», однако ни один американский самолёт не был сбит. После возвращения «B-17» на базу в Эспириту-Санто один из них разбился при приземлении, погибло 4 члена экипажа. Эти 4 человека учитываются как погибшие в ходе сражения у восточных Соломоновых островов.
19. ↑  По атакующим японским самолётам вели огонь корабли охранения «Энтерпрайза» линкор «Норт Кэролайн», тяжёлый крейсер «Портленд», лёгкий крейсер «Атланта» и шесть эсминцев.
20. ↑  «Титосэ» был отбуксирован на Трук, после чего был отправлен в Японию на ремонт, который завершился 14 сентября 1942 года. (Hackett, IJN Seaplane Tender CHITOSE: Tabular Record of Movement, Imperial Japanese Navy page Архивная копия от 7 января 2012 на Wayback Machine)
21. ↑  У Evans`а указано 06:00, однако это связано с тем, что японский флот использовал «японское стандартное время. Пять эсминцев, пришедших утром, были Муцуки», «Яёй», «Кагэро», «Кавакадзэ» и «Исокадзэ»
22. ↑  «Дзинцу» был отправлен в Японию на ремонт, который был завершён 9 января 1943 года.
23. ↑  Было потеряно 27 членов экипажей с «Сёкаку», 21 с «Дзуйкаку» и 13 с «Рюдзё»

### На русском языке
- Кампании войны на Тихом океане. Материалы комиссии по изучению стратегических бомбардировок авиации Соединённых Штатов / Перевод с английского под ред. адмирала флота Советского Союза Исакова И.С.. — М.: Воениздат, 1956. — 558 с.
- Пол Стивен Далл. Боевой путь Императорского японского флота = A Battle History of the Imperial Japanese Navy, 1941—1945 / Перевод с английского А.Г. Больных. — Екатеринбург: Сфера, 1997. — 384 с. — (Морские битвы крупным планом).
- Самуэль Элиот Морисон. Американский ВМФ во Второй мировой войне. Борьба за Гуадалканал, август 1942 — февраль 1943 / Перевод с английского А.Г. Больных. — М.: АСТ, 2002. — Т. 5. — 544 с. — (Военно-историческая библиотека). — 5000 экз. — ISBN 5-17-014462-8.
- Тамеичи Хара. Одиссея самурая. Командир японского эсминца = Japanese Destroyer Captain / Пер.с англ.: И. Бунича. — СПб.: Облик, 1997.

### На английском языке
- Jack D. Coombe. Derailing the Tokyo Express. — Harrisburg, PA: Stackpole Books, 1991. — 162 p. — ISBN 0-811-73030-1.
- Andrieu D'Albas. Death of a Navy: Japanese Naval Action in World War II. — 2. — Old Greenwich, CT: Devin-Adair Pub, 1965. — 362 p. — ISBN 0-815-95302-X.
- David C. Evans. The Struggle for Guadalcanal // The Japanese Navy in World War II: in the words of former Japanese naval officers. — Annapolis, Md: Naval Institute Press, 1997. — P. 156—211. — ISBN 0-870-21316-4.
- Frank Richard B. Guadalcanal: The Definitive Account of the Landmark Battle. — 1. — New York, NY: Random House, 1990. — 800 p. — ISBN 0-394-58875-4.
- Eric Hammel. Carrier Clash: The Invasion of Guadalcanal and the Battle of the Eastern Solomons August 1942. — St. Paul, Mn: Zenith Imprint, 2004. — 392 p. — ISBN 0-760-32052-7.
- Eric Hammel. Guadalcanal: Decision at Sea — The Naval Battle of Guadalcanal, November 13–15, 1942. — 1. — New York, NY: Crown Publishers, 1988. — 480 p. — ISBN 0-517-56952-3.
- Tameichi Hara. Japanese Destroyer Captain. — Annapolis, Md: Naval Institute Press, 2001. — 310 p. — ISBN 1-591-14354-3.
- Eric Lacroix, Linton Wells. Japanese Cruisers of the Pacific War. — Annapolis, MD: Naval Institute Press, 1997. — 882 p. — ISBN 0-870-21311-3.
- John B. Lundstrom. First Team and the Guadalcanal Campaign: Naval Fighter Combat from August to November 1942. — Annapolis, Md: Naval Institute Press, 2005. — 626 p. — ISBN 1-59114-472-8.
- John B. Lundstrom. Black Shoe Carrier Admiral: Frank Jack Fletcher at Coral Seas, Midway & Guadalcanal. — Annapolis, Md: Naval Institute Press, 2006. — 638 p. — ISBN 1-591-14475-2.
- Mark R. Peattie. Sunburst: The Rise of Japanese Naval Air Power 1909–1941. — Annapolis, Md: Naval Institute Press, 2007. — 364 p. — ISBN 1-591-14664-X.
- Michael T. Smith. Bloody Ridge: The Battle That Saved Guadalcanal. — Navato, Ca: Presidio Press, 2000. — 264 p. — ISBN 0-891-41718-4.
- Douglas Smith. Carrier Battles: Command Decision in Harm's Way. — Annapolis, MD: Naval Institute Press, 2006. — 346 p. — ISBN 1-591-14794-8.
- Mark Stille. USN Carriers vs IJN Carriers: The Pacific 1942. — 1. — Oxford, UK: Osprey Publishing, 2007. — 80 p. — (Duel Series). — ISBN 1-846-03248-2.